# Häggatorp
Häggatorp är en herrgård vid Vedum i Laske-Vedums socken i Vara kommun, Västergötland.
Häggatorps herrgård är en äldre gård som stammar från medeltiden. Det sägs att den har varit kungsgård under lagmannen Eskil Magnussons styre.
Huvudbyggnaden och flygelbyggnaderna är uppförda i trä, men spår funna vid nybyggnation visar att äldre stenhus har funnits på gården. Man har funnit tre gråstensfragment vid sidan om ingången. Överbåge (stenfragment) till en dörrlist med romansk design hittades. De andra stenarna har dekor med en inhuggen ängel och en blomma, en så kallad rosettfigur från 1500-talets första hälft.
Vid ingången till Häggatorps herrgård har det stått två kanoner av äldre modell med rörliga lavetthjul. Den ena var från 1700-talet och den andra var från 1812, en så kallad 6 punds kanon, svensktillverkad. En av kanonerna har en gedigen historia som inköpt skrot från Ryssland och kom från Karlsborgs fästning. Den blev så småningom ryskt krigsbyte taget i Finland. Kanonerna lämnade Häggatorp som priser i kortspel som ägaren förlorade.
Under nordiska sjuårskriget blev byn drabbad av ödeläggelse när danska trupper brände ner nästan alla gårdar. Även under Kalmarkriget kom dansken. Det är mycket sannolikt att också gården blev drabbad av krigen och under senare tider ombyggd till en herrgård i trä.
Kända ägare på 1600-talet var släkten Hierta af Häggatorp som hade inflytande över dåvarande Västgöta Soldater och Ryttare.